# Laila Robins
Laila Robins (St. Paul, Minnesota, 14 de março de 1959) é uma atriz estadunidense de teatro, cinema e televisão. Ela apareceu em filmes como Planes, Trains & Automobiles (1987), An Innocent Man (1989), Live Nude Girls (1995), True Crime (1999), She's Lost Control (2014), Eye in the Sky (2015) e A Call to Spy (2019). Seus créditos na televisão incluem papéis regulares em Gabriel's Fire, Homeland e Murder in the First. Em 2022, ela interpretou Pamela Milton na temporada final de The Walking Dead.